# آنیتا ودارچیک
آنیتا وُدارچیک (به لهستانی: Anita Włodarczyk؛ تلفظ: [aˈnita vwɔˈdart͡ʂɨk]) (زادهٔ ۸ اوت ۱۹۸۵) ورزشکار دو و میدانی اهل لهستان است که در رشتهٔ پرتاب چکش فعالیت دارد. او در مسابقات بین‌المللی در مجموع برندهٔ ۵ مدال طلا و ۱ مدال نقره شده‌است.
وُدارچیک نخستین بانو در تاریخ است که توانسته چکش را به مسافتی بیش از ۸۰ متر پرتاب کند؛ او با رکورد ۸۲٫۲۹ متر، رکورددار فعلیِ پرتاب چکش زنان جهان است. از وُدارچیک به‌عنوان بزرگ‌ترین پرتابگر چکش زن در همهٔ دوران‌ها یاد می‌شود.

## رقابت‌های بین‌المللی
| سال  | مسابقه                           | محل برگزاری          | مقام | توضیحات      |
| ---- | -------------------------------- | -------------------- | ---- | ------------ |
| ۲۰۰۷ | مسابقات قهرمانی زیر ۲۳ سال اروپا | دبرتسن، مجارستان     | ۹ام  | ۶۳٫۷۴ متر    |
| ۲۰۰۸ | جام پرتاب چکش زمستانهٔ اروپا      | اسپلیت               | ۱ام  | ۷۱٫۸۴ متر    |
| ۲۰۰۸ | بازی‌های المپیک تابستانی ۲۰۰۸     | پکن، چین             | ۶ام  | ۷۱٫۵۶ متر    |
| ۲۰۰۸ | فینال جهانی دو و میدانی          | اشتوتگارت، آلمان     | ۳ام  | ۷۰٫۹۷ متر    |
| ۲۰۰۹ | مسابقات تیمی اروپا               | لیریا، پرتغال        | ۱ام  | ۷۵٫۲۳ متر    |
| ۲۰۰۹ | ۲۰۰۹ برلین                       | برلین، آلمان         | ۱ام  | ۷۷٫۹۶ متر    |
| ۲۰۱۰ | مسابقات قهرمانی اروپا            | بارسلون، اسپانیا     | ۳ام  | ۷۳٫۵۶ متر    |
| ۲۰۱۱ | ۲۰۱۱ دئگو                        | دئگو، کره جنوبی      | ۵ام  | ۷۳٫۵۶ متر    |
| ۲۰۱۲ | مسابقات قهرمانی اروپا            | هلسینکی، فنلاند      | ۱ام  | ۷۴٫۲۹ متر    |
| ۲۰۱۲ | بازی‌های المپیک تابستانی ۲۰۱۲     | لندن، بریتانیا       | ۲ام  | ۷۷٫۶۰ متر    |
| ۲۰۱۳ | ۲۰۱۳ مسکو                        | مسکو، روسیه          | ۲ام  | ۷۸٫۴۶ متر    |
| ۲۰۱۳ | Jeux de la Francophonie          | نیس، فرانسه          | ۱ام  | ۶۹٫۹۵ متر    |
| ۲۰۱۴ | مسابقات قهرمانی اروپا            | زوریخ، سوئیس         | ۱ام  | ۷۸٫۷۶ متر    |
| ۲۰۱۵ | ۲۰۱۵ پکن                         | پکن، چین             | ۱ام  | ۸۰٫۸۵ متر    |
| ۲۰۱۶ | قهرمانی اروپا                    | آمستردام، هلند       | ۱ام  | ۷۸٫۱۴ متر    |
| ۲۰۱۶ | بازی‌های المپیک تابستانی ۲۰۱۶     | ریو دو ژانیرو، برزیل | ۱ام  | ۸۲٫۲۹ متر OR |